# Tequicuilco
Tequicuilco es una localidad del estado mexicano de Guerrero. Es parte del municipio de Atenango del Río.

## Toponimia
El nombre «Tequicuilco» proviene de los términos en náhuatl: tetl, piedra; cuicuiltic, variedad de colores; co, locativo. Su significado es «en las piedras coloridas».

## Demografía
| Gráfica de evolución demográfica |
|                                  |

| Censo | Población |
| ----- | --------- |
| 1900  | 13        |
| 1910  | 143       |
| 1921  | 253       |
| 1930  | 298       |
| 1940  | 298       |
| 1950  | 349       |
| 1960  | 488       |
| 1970  | 598       |
| 1980  | 746       |
| 1990  | 992       |
| 2000  | 1 092     |
| 2010  | 1 023     |
| 2020  | 1 147     |